# Scott Murray
Scott Murray (Musselburgh, 15 gennaio 1976) è un rugbista a 15 scozzese.
Giocava nel ruolo seconda linea. Dal 2020 è co-allenatore del San Diego Legion insieme all'americano Zack Test.